# Apeadeiro de Palmilheira
O Apeadeiro de Águas Santas - Palmilheira é uma interface da Linha do Minho, que serve a localidade de Águas Santas e Palmilheira, no município de Maia, em Portugal.

## Descrição

### Localização e acessos

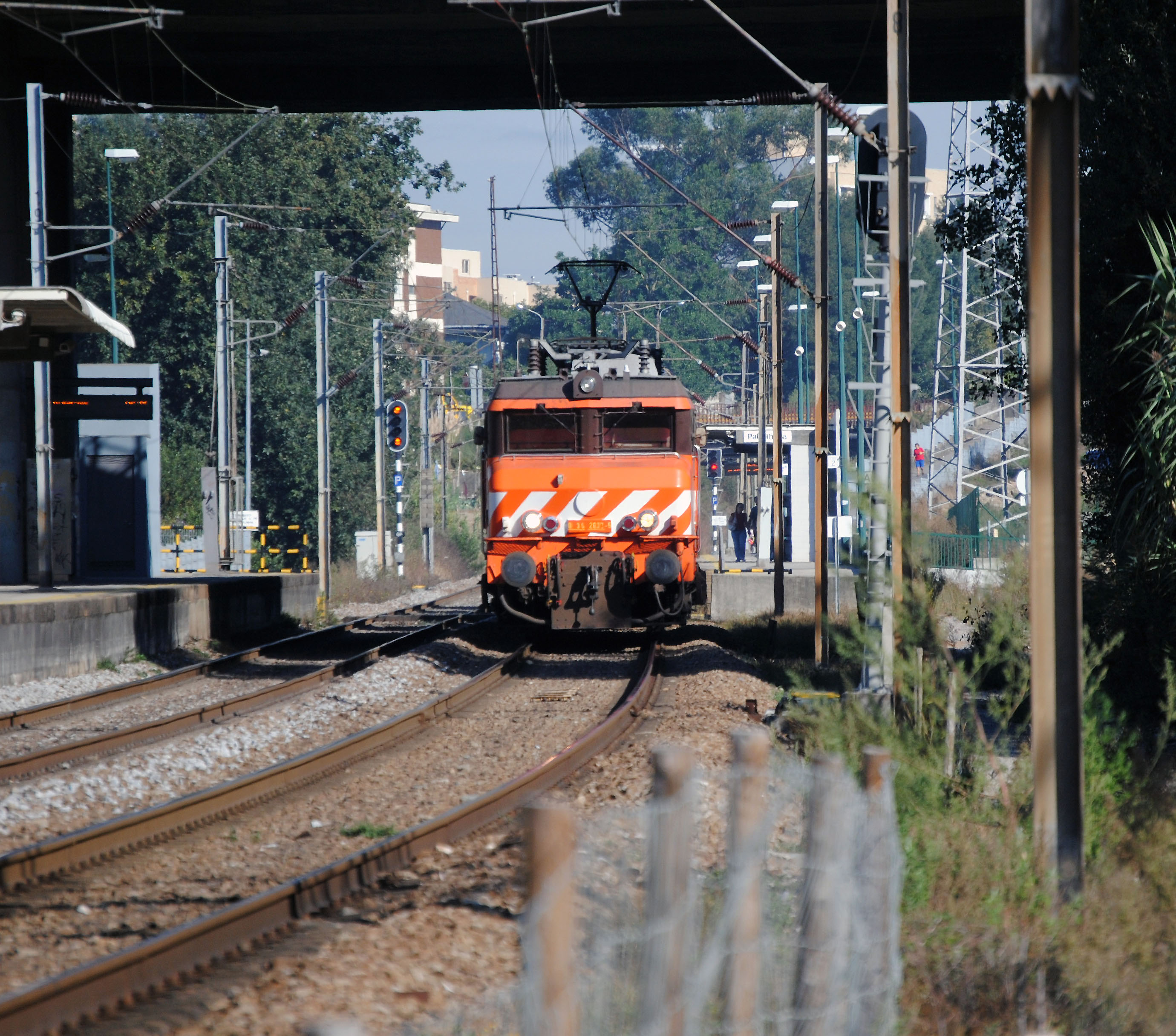
Comboio de carga a passar pelo apeadeiro de Palmilheira, em 2010, visto do apeadeiro de Águas Santas.

O apeadeiro de Palmilheira situa-se no limite oriental do município da Maia, confinando com os territórios vizinhos de Valongo, a nascente, e Gondomar, a sul; é atravessada superiomente pela autoestrada A4. Esta interface comunica internamente via passagem pedonal superior com o vizinho apeadeiro de Águas Santas, com o qual partilha o serviço comercial, e tem acesso ao exterior pela Rua das Agras Novas e por vias pedonais afluentes à Av. Engenheiro Duarte Pacheco — ambas artérias entrando pelo território municipal de Valongo, dando acesso às paragens de autocarro mais próximas (carreiras 107, 107N, 121, e 704), a menos de meio quilómetro.

### Infraestrutura
Nos seus pontos quilométricos nominais, Águas Santas e Palmilheira distam apenas 202 m — valor muito inferior à média nacional em qualquer categoria, incluindo entre gares de passageiros em enquadramento urbano (cp., e.g., 1084 m entre Entrecampos e Roma-Areeiro, em Lisboa), e inferior até ao comprimento típico das plataformas de gares surburbanas em Portugal; neste caso dista a extremidade sul da plataforma de Águas Santas apenas 8 m da extremidade norte da plataforma de Palmilheira.[carece de fontes?] Por isso a sua exploração comercial é partilhada de forma a que os comboios que circulam na via poente (sentido ascendente, de sul para norte) têm paragem em Águas Santas, enquanto que os comboios que circulam na via nascente (sentido descendente, de norte para sul) têm paragem em Palmilheira — dispondo para isso cada uma destas interfaces de plataforma e respetivos abrigos, acessos e amenidades diversas apenas do lado correspondente da via; este arranjo invulgar está em vigor desde pelo menos 1985.

### Serviços
Esta interface é utilizada pelos serviços urbanos de Porto-São Bento a Braga e Guimarães, da Divisão do Porto da operadora Comboios de Portugal, aparecendo em conjunto nos horários com o Apeadeiro de Águas Santas, formando uma só paragem, com o nome de Águas Santas / Palmilheira.

## História
Este apeadeiro encontra-se no troço da Linha do Minho entre Campanhã e Nine, que foi aberto à exploração, junto com o Ramal de Braga, em 21 de Maio de 1875.